# 봉화 한수정
봉화 한수정(奉化 寒水亭)은 대한민국 경상북도 봉화군 춘양면 의양리에 있는 조선시대의 정자 건축물이다. 1982년 2월 24일 경상북도의 유형문화재 제147호로 지정되었으며, 2019년 12월 30일 대한민국의 보물 제2048호로 지정되었다.

## 개요
조선 선조 31년(1608) 동촌마을에 세워진 정자이다. 원래 이 자리에는 충재 권벌(1478∼1548) 선생이 세운 거연헌이라는 건물이 있었는데 없어지자 그의 손자인 권래가 이 정자를 세웠다. 권벌은 중종(재위 1505∼1544) 때 사람으로 예조판서 등을 지내고 죽은 후에 좌의정에 올랐다.
건물은 T자형 평면으로 앞면 3칸·옆면 2칸의 규모에 지붕 옆모습이 여덟 팔(八)자 모양인 팔작지붕 건물과 바닥을 한단 높여 온돌 2칸과 사방에 마루를 둔 건물이 붙어있다.
찬물과 같이 맑은 정신으로 공부하는 정자라 하여 '한수정'이라 이름지었다고 하며, 3면에 연못이 둘러져 있고 주위에 수목이 정자와 잘 어우러져 있다.

## 보물 지정 사유
「봉화 한수정」은 충재 권벌이 1519년(중종 14) 봉화 춘양의 현 위치를 별장지(別莊地)로 선정한 후 1534년(중종29) 이 일대의 토지를 매입하였으며, 아들 청암 권동보가 1576년(선조9) 아버지의 유지를 받들어 현 한수정으로부터 약 백 여보 지점에 「거연헌」이란 집을 건립하였다. 한수정의 창건은 1608년(선조41) 충재 선생의 손자인 석천 권래가 할아버지의 유지를 받들어 현 위치에 한수정을 창건하였다. 이처럼 한수정의 창건은 석천 권래 뿐만 아니라 3대에 걸쳐 토지매입에서 창건까지의 역사를 지니고 있다.
한수정은 작은 공간에서도 초연대와 와룡연 그리고 주변에 조경수를 식재하여 정자로서의 많은 요소를 잘 간직하고 있다. 이렇게 물과 건물이 잘 조화를 이루는 정자는 유곡마을의 청암정에서도 볼 수 있는데, 청암정은 석천 권래의 아버지인 청암 권동보가 창건한 것이다. 이 두 건물은 봉화 안동권씨 집안의 건축과 조경사 연구에 귀중한 자료가 된다.
평면은 가운데 4칸의 대청을 중심으로 양쪽에 2칸의 온돌방을 들인 "丁"자형 건물로 봉화에서 흔히 보이는 통상적인 좌우 대칭의 중당협실형 정자와는 다른 구성을 보이고 있는 것이 특징이다. 이처럼 한수정은 좌우 방을 엇갈려 배치하여 중앙 대청의 기능과는 다른 주변 경관 감상을 위한 누마루를 병설하고자 한 의도로 정자 3면의 용연과 초연대 등과 관련하여 자연경관을 적극적으로 건축 평면에 반영하고자 한 사례로 건축사적 가치가 뛰어나다.
- 중당협실형(中堂夾室型): 중앙마루를 중심으로 좌우협간에 방을 두는 평면형태

한수정은 기능에 부합되게 최적의 입지를 선정하고 안동권씨 집안의 특별한 관념적 의미를 부여하여 조성한 조경수법의 특이점과 탁월함이 돋보이며, 건축 공간의 위계에 따른 평면 구성과 구조양식의 차별성과 다양성은 두드러진 특징으로 평가할 수 있다.
이와 같이 한수정은 안동권씨 권벌에서 권래 3대에 걸친 창건 과정, 독특한 평면구성과 건축구조 등을 고려했을 때 국가지정문화재(보물)로서의 역사적, 학술적, 예술적, 건축적 가치가 뛰어나다.

## 참고 문헌
- 봉화 한수정 - 국가유산청 국가유산포털